# Žandov
Žandov (deutsch Sandau) ist eine Stadt des Okres Česká Lípa in der Region Liberec im Norden der Tschechischen Republik.

## Geographische Lage
Die Stadt liegt im nördlichen Böhmen im Tal des Flusses Ploučnice (Polzen) an der Straße von Česká Lípa (Böhmisch Leipa) nach Děčín (Tetschen-Bodenbach).

## Geschichte

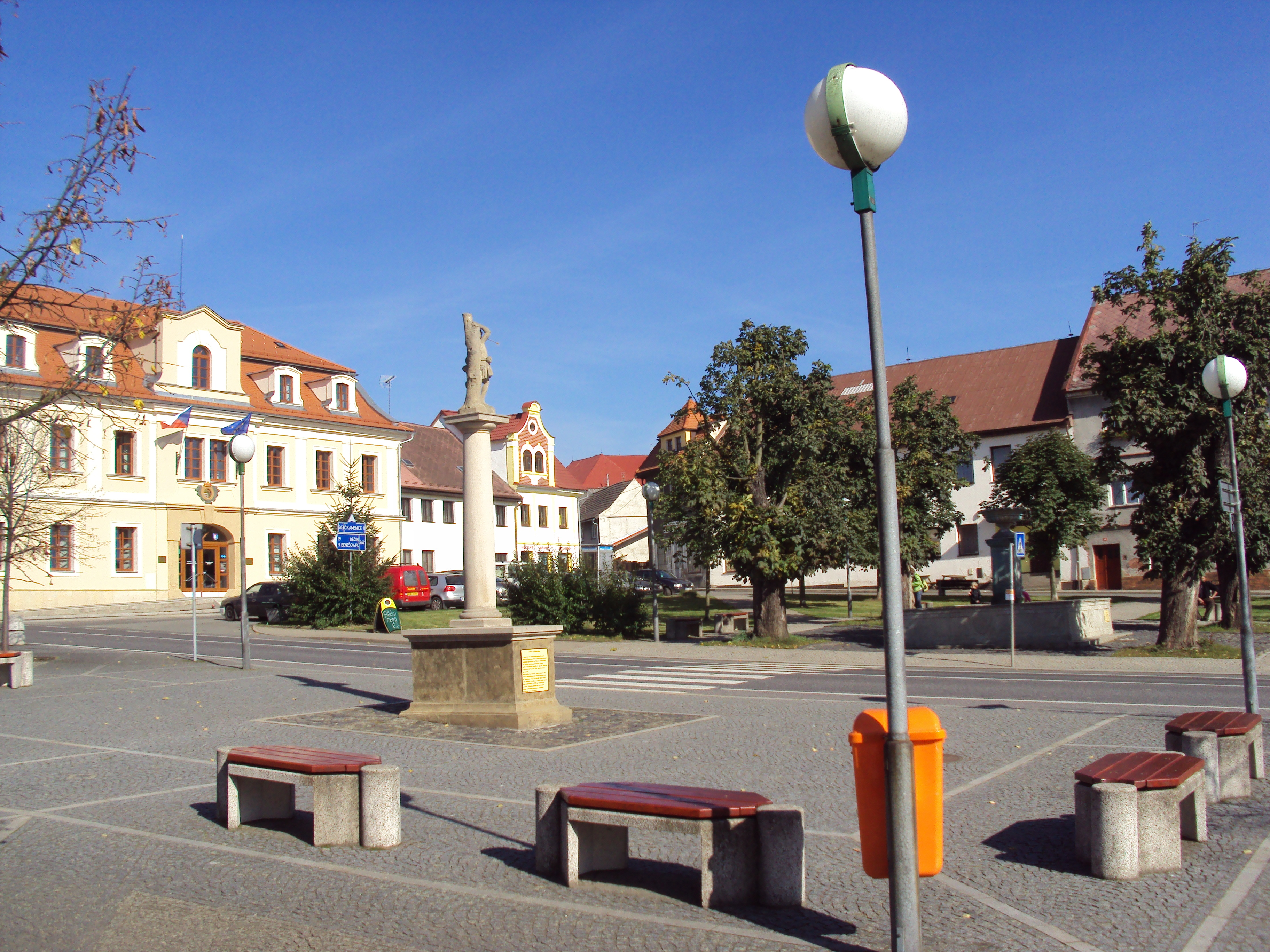
Hauptplatz der Stadt

Der Ort ist seit mehr als 700 Jahren bewohnt und war stets ein Mittelpunkt der Region. Um 1386 wurde er erstmals erwähnt. Im 15. Jahrhundert war Sandau ein eigenständiges Gut, dessen Besitzer Sigmund von Wartenberg war. Unter der Herrschaft der Wartenberger wurde der Ort im 15. Jahrhundert zur Stadt erhoben und über Jahrhunderte hat sich der Charakter der Stadt erhalten. Ab Mitte des 19. Jahrhunderts gehörte die Gemeinde zum Gerichtsbezirk Böhmisch Leipa bzw. zum Bezirk Böhmisch Leipa. Die Böhmische Nordbahn fuhr Sandau an. Am Ende des 19. Jahrhunderts gab es in Sandau eine Drechslerei.
Nach dem Ersten Weltkrieg wurde die deutsch besiedelte Stadt 1919 der neu eingerichteten Tschechoslowakei zugeschlagen. Als Folge des Münchner Abkommens gehörte die Stadt von 1938 bis 1945 zum Landkreis Böhmisch Leipa, Regierungsbezirk Aussig, im Reichsgau Sudetenland des Deutschen Reichs. Nach dem Zweiten Weltkrieg wurde die deutsche Bevölkerung enteignet und vertrieben.

### Demographie
Bis 1945 war Sandau überwiegend von Deutschböhmen besiedelt, die vertrieben wurden.
| Jahr | Einwohner | Anmerkungen        |
| ---- | --------- | ------------------ |
| 1830 | 1.076     | in 191 Häusern     |
| 1900 | 1.156     | deutsche Einwohner |
| 1930 | 1.247     | [ 6 ]              |
| 1939 | 1.305     | [ 6 ]              |

| Jahr      | 1970  | 1980  | 1991  | 2001  | 2003  |
| --------- | ----- | ----- | ----- | ----- | ----- |
| Einwohner | 2 050 | 2 336 | 1 990 | 1 892 | 1 907 |

## Gemeindegliederung
Die Stadt Žandov besteht aus den Ortsteilen Dolní Police (Niederpolitz), Heřmanice (Hermsdorf), Novosedlo (Neugrund), Radeč (Schossendorf), Valteřice (Waltersdorf), Velká Javorská (Groß Jober) und Žandov (Sandau). Grundsiedlungseinheiten sind Dolní Police, Heřmanice, Radeč, Valteřice, Velká Javorská und Žandov. Zu Žandov gehört außerdem die aufgelassene Ansiedlung Havraní (Rabenstein).
Das Gemeindegebiet gliedert sich in die Katastralbezirke Dolní Police, Heřmanice u Žandova, Radeč u Horní Police, Valteřice u Žandova, Velká Javorská und Žandov u České Lípy.

## Söhne und Töchter der Stadt
- Willy Lang (1892–1972), deutscher Zeichner, Grafiker, Lehrer und Erzähler
- Alfred Jäger (1904–1988), deutscher Mediziner
- Helmut Lang (1924–2014), deutscher Grafiker
- Hubert Faensen (1928–2019), deutscher Kunsthistoriker und Verlagsleiter
- Walter Wenzel (1929–2025), deutscher Slawist und Namenforscher

## Mühlsteinfabrik Heller
Die Mühlsteinfabrik E. J. Heller hatte die Adresse Sandau 25. Sie lieferte u. a. künstliche Mühlsteine bis in die österreichischen Lande. 2022 wurde ein solcher Mühlstein beim Abriss der Hintermühle in Sankt Georgen am Wald (Oberösterreich) noch gefunden.